# 34-й егерский полк
34-й егерский полк — армейская воинская часть лёгкой пехоты Вооружённых сил Российской империи.
С 1801 года егерские полевые полки начали называться по номерам.

## Формирование полка
29 августа 1805 года в ВС России был сформирован Виленский мушкетёрский полк, в 1810 году резервный батальон мушкетёрского полка участвовал в нивелировании местности для Двинской крепости. А 19 октября 1810 года Виленский мушкетёрский полк наименован 34-м егерским. По упразднении егерских полков 28 января 1833 года 1-й и 3-й батальоны были присоединены к Колыванскому, а 2-й — к Томскому пехотным полкам. Старшинство 34-го егерского полка сохранено не было.

## Кампании полка
В 1812 году оба действующих батальона состояли в 4-й пехотной дивизии 2-го корпуса 1-й Западной армии; гренадерская рота 2-го батальона была назначена в 1-ю сводно-гренадерскую дивизию 5-го корпуса той же армии; запасной батальон находился в гарнизоне Риги. Полк принимал участие в отражении французского нашествия и в последующих Заграничных походах.
Егеря 34-го полка принимали активное участие в деле при Крымском (Арьергардное дело ).
Знаков отличия 34-й егерский полк не имел.

## Шефы полка
Шефы полка или почётные командиры:
- 19.10.1810 — 01.09.1814 — полковник (с 21.11.1812 генерал-майор) Пиллар, Егор Максимович

## Командиры полка
Командиры полка:
- 15.01.1814 — 17.04.1822 — полковник Полешко, Степан Григорьевич 1-й
- 09.01.1823 — ??.??.18?? — подполковник (с 26.11.1823 полковник) Гавриленков, Иван Игнатьевич

## Места дислокации
В 1820 году — крепость Хотин. Полк входил в состав 17-й пехотной дивизии. 